# Championnats d'Afrique de taekwondo 2022
Navigation
Édition précédente Édition suivante
Les Championnats d'Afrique de taekwondo 2022 ont lieu du 13 au 17 juillet 2022 à Kigali, au Rwanda.

## Podiums

### Hommes
| Catégorie              | Or                            | Argent                    | Bronze                             |
| ---------------------- | ----------------------------- | ------------------------- | ---------------------------------- |
| Poids fins (–54 kg)    | Mahamadou Amadou (NIG)        | Hamza El Hacham (MAR)     | Oswaldo Ocira (UGA)                |
| Poids fins (–54 kg)    | Mahamadou Amadou (NIG)        | Hamza El Hacham (MAR)     | Baye Galass Ndiaye (SEN)           |
| Poids mouches (–58 kg) | Mohamed Khalil Jendoubi (TUN) | Omar Lakehal (MAR)        | Mostafa Mansour (EGY)              |
| Poids mouches (–58 kg) | Mohamed Khalil Jendoubi (TUN) | Omar Lakehal (MAR)        | Issa Diakité (CIV)                 |
| Poids coqs (–63 kg)    | Abdelbasset Wasfi (MAR)       | Ahmed Nassar (EGY)        | Fares Boujemai (TUN)               |
| Poids coqs (–63 kg)    | Abdelbasset Wasfi (MAR)       | Ahmed Nassar (EGY)        | Maman Mansour Chipkaou Koche (NIG) |
| Poids plumes (–68 kg)  | Aaron François Kobenan (CIV)  | Ibrahim Maïga (BUR)       | Faical Saidi (MAR)                 |
| Poids plumes (–68 kg)  | Aaron François Kobenan (CIV)  | Ibrahim Maïga (BUR)       | Eyad Barakat (EGY)                 |
| Poids légers (–74 kg)  | Firas Katoussi (TUN)          | Rami Eissa (EGY)          | Olusola Olowookere (NGA)           |
| Poids légers (–74 kg)  | Firas Katoussi (TUN)          | Rami Eissa (EGY)          | Ayoub El Yaqini (MAR)              |
| Poids welters (–80 kg) | Seif Eissa (EGY)              | Faysal Sawadogo (BUR)     | Youssef Boatris (MAR)              |
| Poids moyens (–87 kg)  | Ahmad Rawy (EGY)              | Cheick Sallah Cissé (CIV) | Ali Yazbeck Coulibali (BUR)        |
| Poids moyens (–87 kg)  | Ahmad Rawy (EGY)              | Cheick Sallah Cissé (CIV) | Soufiane Elasbi (MAR)              |
| Poids lourds (+87 kg)  | Ayoub Bassel (MAR)            | Benjamin Okuomose (NGA)   | Anthony Obame (GAB)                |
| Poids lourds (+87 kg)  | Ayoub Bassel (MAR)            | Benjamin Okuomose (NGA)   | Alasan Ann (GAM)                   |

### Femmes
| Catégorie              | Or                             | Argent                        | Bronze                           |
| ---------------------- | ------------------------------ | ----------------------------- | -------------------------------- |
| Poids fins (–46 kg)    | Soukaina Sahib (MAR)           | Zaraou Abdou Bilane (NIG)     | Habiba Ahmed (EGY)               |
| Poids fins (–46 kg)    | Soukaina Sahib (MAR)           | Zaraou Abdou Bilane (NIG)     | Aissata Mohamed Siby (MLI)       |
| Poids mouches (–49 kg) | Nezha Elaasal (MAR)            | Shahd Samy Elhosseiny (EGY)   | Karabo Kula (BOT)                |
| Poids mouches (–49 kg) | Nezha Elaasal (MAR)            | Shahd Samy Elhosseiny (EGY)   | Sharon Wakoli (KEN)              |
| Poids coqs (–53 kg)    | Oumaima El-Bouchti (MAR)       | Ouhoud Ben Aoun (TUN)         | Maram Ezat (EGY)                 |
| Poids coqs (–53 kg)    | Oumaima El-Bouchti (MAR)       | Ouhoud Ben Aoun (TUN)         | Ndeye Maty Sarr (SEN)            |
| Poids plumes (–57 kg)  | Nada Laaraj (MAR)              | Ashrakat Nabil Seddik (EGY)   | Mariama Cissé (CIV)              |
| Poids plumes (–57 kg)  | Nada Laaraj (MAR)              | Ashrakat Nabil Seddik (EGY)   | Marie Egagne (CMR)               |
| Poids légers (–62 kg)  | Safia Salih (MAR)              | Koumba Nanah-Hélène Ibo (CIV) | Yacine Diaw (SEN)                |
| Poids légers (–62 kg)  | Safia Salih (MAR)              | Koumba Nanah-Hélène Ibo (CIV) | Nadine Mahmoud (EGY)             |
| Poids welters (–67 kg) | Ruth Gbagbi (CIV)              | Aya Shehata (EGY)             | Elizabeth Oluchi Anyanacho (NGA) |
| Poids welters (–67 kg) | Ruth Gbagbi (CIV)              | Aya Shehata (EGY)             | Adinette Umuhoza (RWA)           |
| Poids moyens (–73 kg)  | Maisoun Farouk (EGY)           | Dounia Sabir (MAR)            | Everlyn Aluoch Olo'o (KEN)       |
| Poids moyens (–73 kg)  | Maisoun Farouk (EGY)           | Dounia Sabir (MAR)            | Urgence Mouega (GAB)             |
| Poids lourds (+73 kg)  | Fatima-Ezzahra Aboufaras (MAR) | Aminata Charlène Traoré (CIV) | Faith Ogallo (KEN)               |
| Poids lourds (+73 kg)  | Fatima-Ezzahra Aboufaras (MAR) | Aminata Charlène Traoré (CIV) | Carlota Munave (SWZ)             |

## Tableau des médailles
- Pays organisateur ( Rwanda)

| Rang  | Nation        | Or | Argent | Bronze | Total |
| ----- | ------------- | -- | ------ | ------ | ----- |
| 1     | Maroc         | 8  | 3      | 4      | 15    |
| 2     | Égypte        | 3  | 5      | 5      | 13    |
| 3     | Côte d'Ivoire | 2  | 3      | 2      | 7     |
| 4     | Tunisie       | 2  | 1      | 1      | 4     |
| 5     | Niger         | 1  | 1      | 1      | 3     |
| 6     | Burkina Faso  | 0  | 2      | 1      | 3     |
| 7     | Nigeria       | 0  | 1      | 2      | 3     |
| 8     | Kenya         | 0  | 0      | 3      | 3     |
| –     | Sénégal       | 0  | 0      | 3      | 3     |
| 10    | Gabon         | 0  | 0      | 2      | 2     |
| 11    | Botswana      | 0  | 0      | 1      | 1     |
| –     | Cameroun      | 0  | 0      | 1      | 1     |
| –     | Eswatini      | 0  | 0      | 1      | 1     |
| –     | Gambie        | 0  | 0      | 1      | 1     |
| –     | Mali          | 0  | 0      | 1      | 1     |
| –     | Ouganda       | 0  | 0      | 1      | 1     |
| –     | Rwanda        | 0  | 0      | 1      | 1     |
| Total | Total         | 16 | 16     | 31     | 63    |